# Гендерний згин
Гендер-бендер (англ. gender bender, дослівно «згинач гендеру») — це людина, яка порушує («згинає», «викривлює») очікувані гендерні ролі. Також цю практику називають гендерфак (англ. genderfuck). Гендербендинг є формою соціальної активності для зламу жорстких гендерних ролей і протидії гендерним стереотипам. Може бути політичною дією, що випливає з феміністичних рухів 1960-х та 1970-х, керівним принципом яких є ідея, що особисте є політичним. Може бути реакцією та протестом на гомофобію, мізогінію, лесбофобію, мізандрію чи трансфобію. Цей бунт може включати андрогінне чи кросдресинг вбрання й вигляд, поведінку та нетипові гендерні ролі. Гендер-бендери можуть ідентифікуватися зі своєю статтю, як транс чи небінарні, але кидають виклик суспільним нормам.
У статті 1974 року «Гендерфак та його насолоди» Крістофер Лонк писав: «Я хочу критикувати та глузувати над ролями жінок та чоловіків. Я хочу спробувати [показати], як я можу бути ненормальним. Я хочу висміяти та знищити всю космологію обмежувальних гендерних ролей та гендерної ідентифікації».

## Терміни
Термін genderfuck давно є частиною простонародної розмовної мови і почав фігурувати в письмових документах у 1970-х. У роботі Л. Гамфріса «З шафи» 1972 року «Соціологія визволення гомосексуалів» «gender fuck» визначається як «форма розширеного партизанського театру». Журнал Rolling Stone за серпень 1972 року описував стиль глем-рок: «Новий мачо трансвестизм», який називають вульгарно гендерфак, дивна сатира на жінок — сукні, туфлі, повний макіяж поверх бороди — представлений, серед іншого, трьома чоловіками у формі WAC (жіночий корпус ВМС США) та великими вусами".

## Теорія
У багатьох культурах, щоб людину розглядали як чоловіка чи жінку, вона повинна мати не тільки певну статеву анатомію (включаючи геніталії), але і відповідати ідеям цієї культури щодо гендерних стереотипів. На гендерні ролі впливає культура та оточення.
Соціально сконструйовані очікування щодо статі та гендерних ролей сильно варіюють між культурами, але зазвичай включають деякі варіації гендерного бінаризму: у багатьох культурах для людини прийнятне втілення лише однієї з двох гендерних ролей, «чоловічої» чи «жіночої». В рамках цього культурного сподівання чоловіки мають бути маскулінними, а жінки фемінними.
У західних культурах гендерні ролі змінювались протягом багатьох століть, хоча все ще існує тенденція очікувати від жінок стереотипної «жіночої» поведінки, а від чоловіків — « чоловічих» стереотипних ролей. Дослідження Принстонського університету окреслило ці загальноприйняті гендерні стереотипи:
| «Жіночі риси і поведінка» | «Чоловічі риси і поведінка» |
| --- | --- |
| ласкавий, веселий, дитячий, співчутливий, не використовує грубих висловлювань, прагне заспокоїти ображені почуття, прихильний, ніжний, довірливий, любить дітей, відданий, чуйний до потреб інших, сором'язливий, м'який, розуміючий, теплий і поступливий | діє як лідер, агресивний, амбіційний, аналітичний, напористий, атлетичний, змагальний, захищає власні переконання, домінуючий, має лідерські здібності, незалежний, індивідуалістичний, легко приймає рішення, самостійний, самодостатній, сильний, готовий ризикувати |

Оскільки більша частина гендеру виражається через одяг, існує усталене, поширене уявлення про те, що один одяг є «чоловічим» і повинен носитись лише чоловічою статтю, а інший — «жіночим» належним лише жіночій статі. У християнській та єврейській культурах гендерні ролі та гендерне представлення протягом тисячоліть становили частину текстів з Писань та релігійних вчень: "Жінка не повинна носити те, що стосується чоловіка, і чоловік не повинен одягати жіночу одежу; бо всі що роблять це гидота для Господа, Бога твого" (Якова, Втор. 22: 5). Деякі християни перетинання цих рядків трактують як аморальну дію.

## Практика
Часто пародія та гіпербола використовуються для викриття штучності гендерних ролей. Людина може цілеспрямовано перебільшувати загальноприйняті уявлення про фемінність чи маскулінність. Цього досягають за допомогою фізичного вигляду (наприклад, одяг, зачіска, макіяж, вторинні статеві ознаки), а також поведінки. Це також може досягатися з допомогою кросдресингу та андрогінії, що сприяє демонтажу гендерного бінаризму, відокремлюючи гендерне вираження від біологічної статі. Таким чином, гендербендинг протестує проти гендерного есенціалізму. Ця концепція протестує не лише через ненормативний зовнішній вигляд, але також кидаючи виклик гендерним ролям, характеристикам чи поведінці. Гендербендинг базується на гендерній перформативності: концепція ґендеру як результативності. 

### Кросдресинг та андрогінія
Кросдресинг є формою гендер-бендингу, оскільки мета полягає в зміні гендерних ролей та презентації. Андрогінія не є специфічним гендер-бендингом, але її можна вважати такою, якщо хтось навмисно є андрогіном. Слово «андрогін» походить від грецького androgynos: «чоловік і жінка в одному; жіночий чоловік; загальне для чоловіків і жінок». Андрогінія як форма гендерного вираження може представлятись як поєднання чоловічих та жіночих рис, з метою зробити свою стать нерозбірливою, що поєднує чоловічі та жіночі фенотипи, аби переступити гендерні норми.
Багато відомих людей використовували кросдресинг. Рок-зірка Прінс був відомий своїм кросдресингом або андрогінним виглядом. Едді Ізард почав вільно говорити про свій кросдресинг ще в 1992 році.
Шекспір використовував кросдресинг у своїх виставах. Протягом століть деякі читачі стверджували, що сонети Шекспіра є автобіографічними, і вказують на них як на доказ його любові до юнака. Четверо з п'яти головних жіночих персонажок у його п'єсах розглядалися як жінки, які переодягаються як чоловіки чи хлопці: Клеопатра в Антоній та Клеопатра, Порція у «Венеціанському купці», Розалінда у «Як вам це сподобається», Віола у «Дванадцятій ночі».

### Дреґ-шоу
Дреґ-шоу — це сценічні вистави, де люди виступають, переодягнуті в протилежну стать. Сам спектакль може бути пародією чи критикою статі та гендерних ролей. Часто «жіночі» чи «чоловічі» гендерні стереотипи перебільшені заради комічного чи сатиричного ефекту. Виконавці можуть називати себе дрег-королями або дрег-королевами. Дрег-ревю зазвичай включає складні гламурні костюми та музичні вистави.

### Програмне забезпечення
В травні 2019 програмний продукт Snapchat додав фільтри для фотознімків, що дозволяють легко виконувати гендер-бендинг на об'єктах фотографування, особливо тих, що зроблені на портативних пристроях, таких як смартфони.

### Неполітичний гендербендинг
Гендер-бендинг не завжди є цілеспрямованою політичною позицією. На думку Батлер, стать — це те, що здійснюється; воно має культурне значення лише настільки, наскільки йому це приписують. Незважаючи на гендерні бінарні ролі, які нав'язує суспільство, існує багато способів виразити гендерні розбіжності, і не всі вони навмисно є політичним радикалізмом.

## Стать та виховання дітей
Згідно з дослідженням Сьюзен Вітт 1997 року, діти, як правило, приходять до своїх перших висновків щодо чоловічої чи жіночої статі від батьків, оскільки, як правило, це перші люди, з якими дитина має стосунки, і характер стосунків напружений. Окрім того, що батьки надають дітям специфічний для жінок гендерний одяг, іграшки та очікування, часто існує багато тонких повідомлень про те, що прийнятно чи ні щодо статі. Дослідження Вітт показало, що діти, які виростають з більш андрогінними батьками, більше орієнтовані на досягнення і, як правило, мають краще почуття власного життя. І навпаки, у випадках гендерної невідповідності, коли дитина демонструє нетипову поведінку для встановленої їм гендерної ролі, Керрі Робінсон та Крістін Девіс повідомляють, що батьківська фігура може реагувати вороже. За даними Робертса та співавторів, діти, які не відповідають гендерним бінарним методам, часто піддаються жорстокому поводженню з боку суспільства, сім'ї та громади. Типи жорстокого поводження варіюються від фізичного та сексуального до психологічного.

## Приклади

### Девід Бові та Лу Рід
Експлуатуючи свою андрогінну зовнішність, рок-зірка Девід Бові одягнув сукню на обкладинці свого альбому 1970 року «The Man Who Sold the World» і часто носив сукні, макіяж і трико як на сцену, так і під час інтерв'ю. Оголосив, що вони з дружиною були бісексуальними. У 1972 році Бові став співавтором альбому Лу Ріда «Трансформер», що включає кілька пісень, що відбивають гендер, зокрема класичну «Walk on the Wild Side».

### Прінс
Прінс написав багато пісень про двозначності — статі, сексуальності та раси. Харизматичний конферансьє і плідний автор пісень, його пісні з бісексуальним змістом також були записані такими виконавцями, як Сінді Лопер, яка у фільмі «Коли ти був моїм» співала про те, як поділитися коханим з іншим чоловіком, який був у них у ліжку, «спав між нами двома».

### Мерилін Менсон
Принаймні один письменник каже, що рок-акт, що продукує Мерилін Менсон, «показує, що транс-ідентичність може резонувати серед громадськості таким чином, що неможливо отримати геттоїзацію». Гендер-бендинг Менсона також порівнювали з такими, як Еліс Купер та Бові.

### Леді Гага
Леді Гага дуже конкретна в тому, що вона носить, і навіть стверджує, що «в певному сенсі я зображую себе дуже андрогінно, і я люблю андрогінність».

## У фільмах
Деякі фільми в яких один чи кілька персонажів зображують гендер-бендинг:
- Діловий день (1914)
- Жінка (1915)
- Не такий як усі (1919)
- Авантюристка (1923)
- Віктор і Вікторія (1933), а також його римейк Віктор/Вікторія (1982)
- Глен або Гленда (1953)
- У джазі тільки дівчата (1959)
- Солодке життя (1960)
- Психо (1960)
- М'якоть (1968)
- Рожеві фламінго (1972)
- Шоу жахів Роккі Хоррора (1974)
- Клітка для диваків (1978), а також її римейк «Клітка для пташок» (1996)
- Тутсі (1982)
- Париж горить (1991)
- Мовчання ягнят (1991)
- Місіс Даутфайр (1993)
- Ед Вуд (1994)
- Хлопці не плачуть (1999)
- Клубна манія (2003)
- Трансамерика (2005)
- Дж. Едгар (2011)